# Plateelbakkerij Schoonhoven

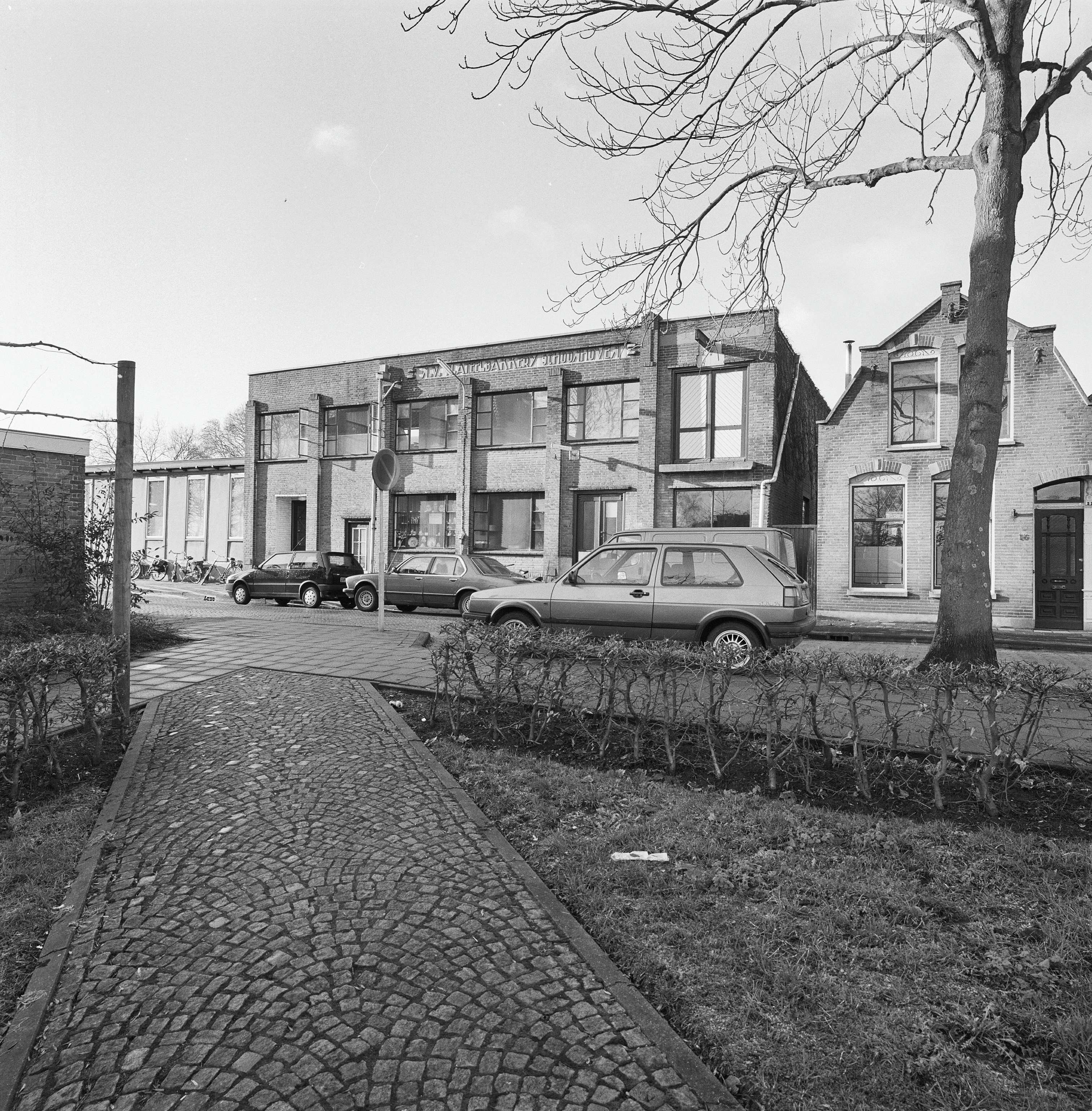
Plateelbakkerij Schoonhoven in 1995

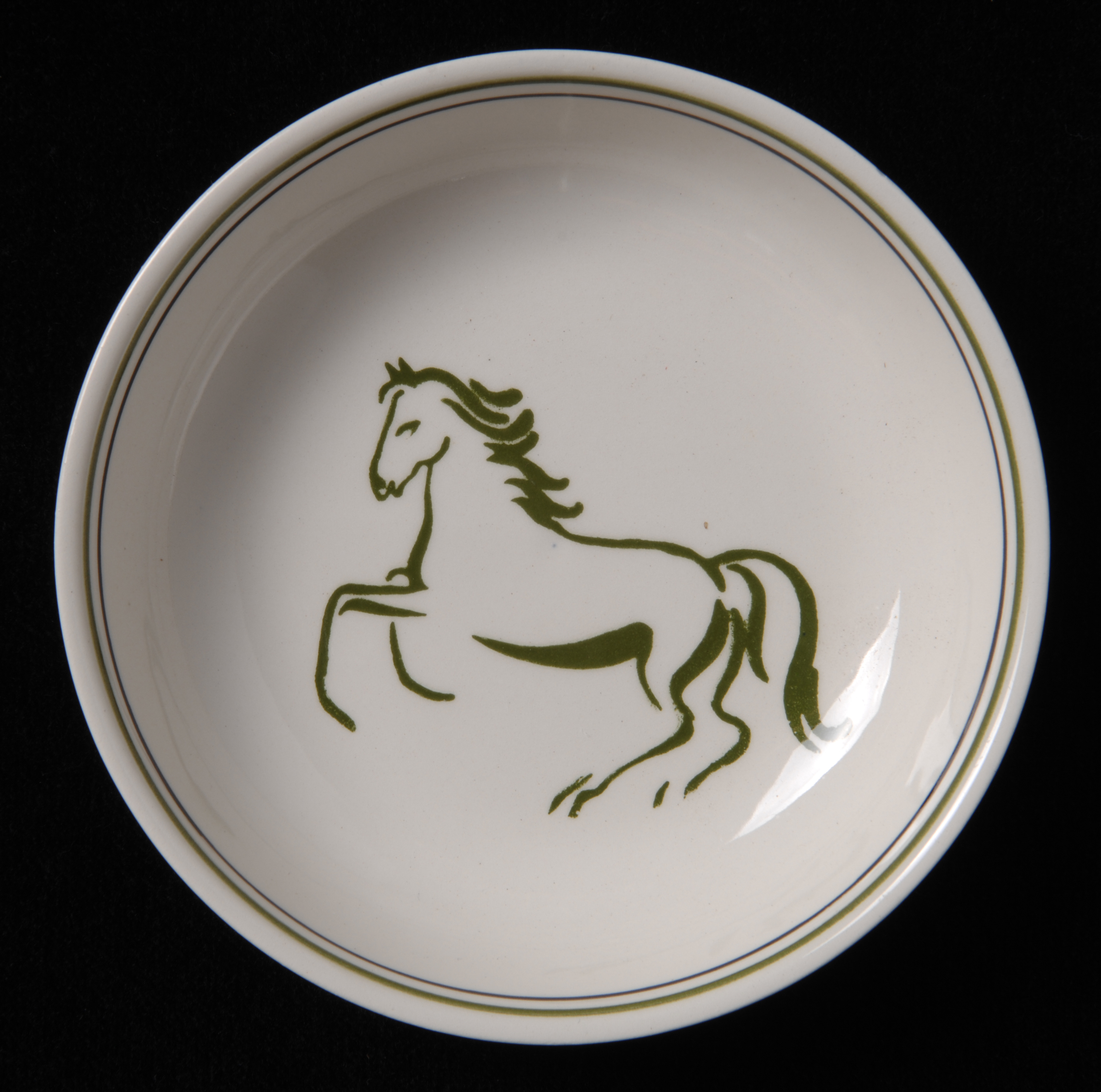
Schotel vervaardigd door Plateelbakkerij Schoonhoven

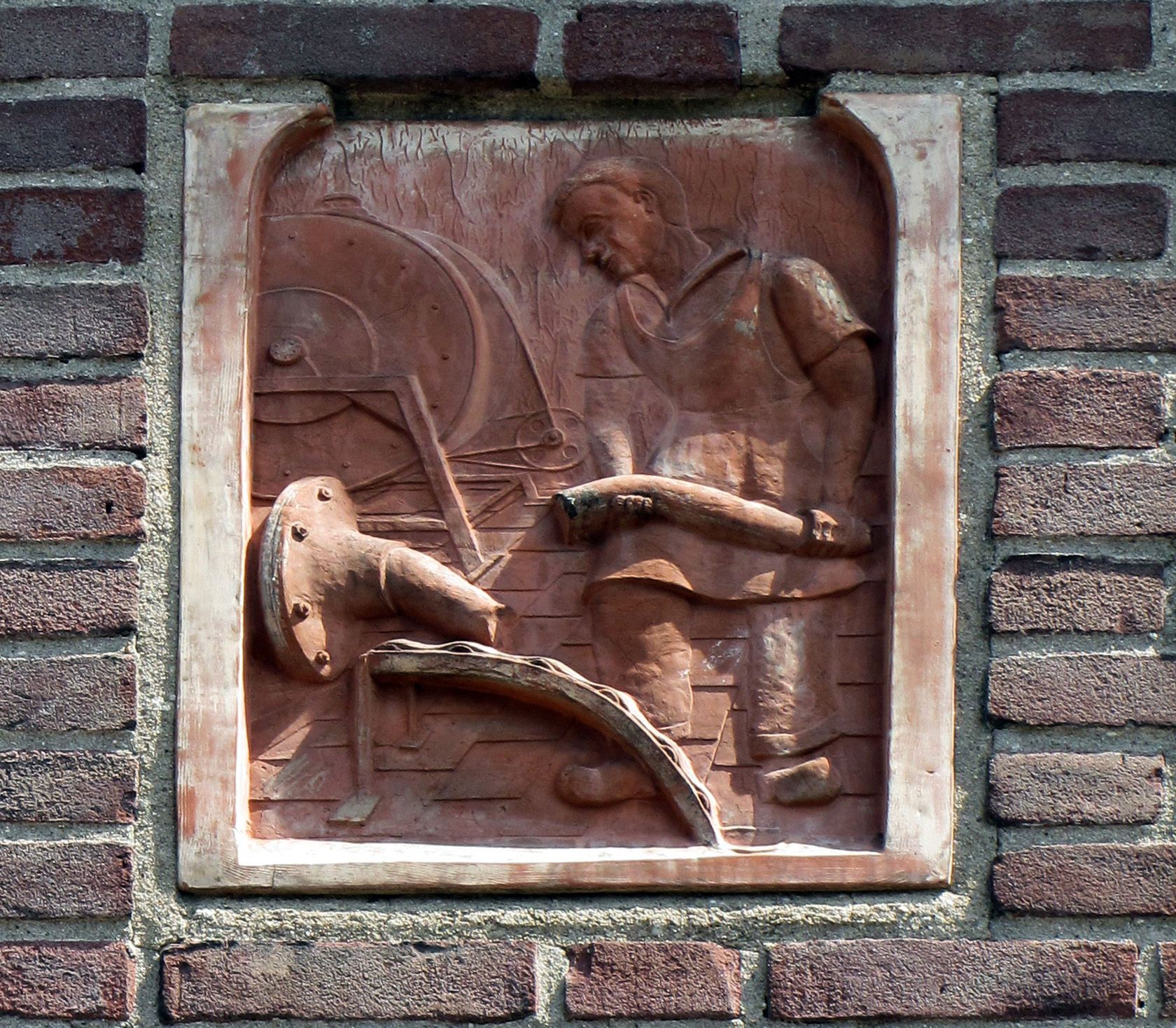
Plateelbakkerij_Schoonhoven._Terracotta_reliëf_10

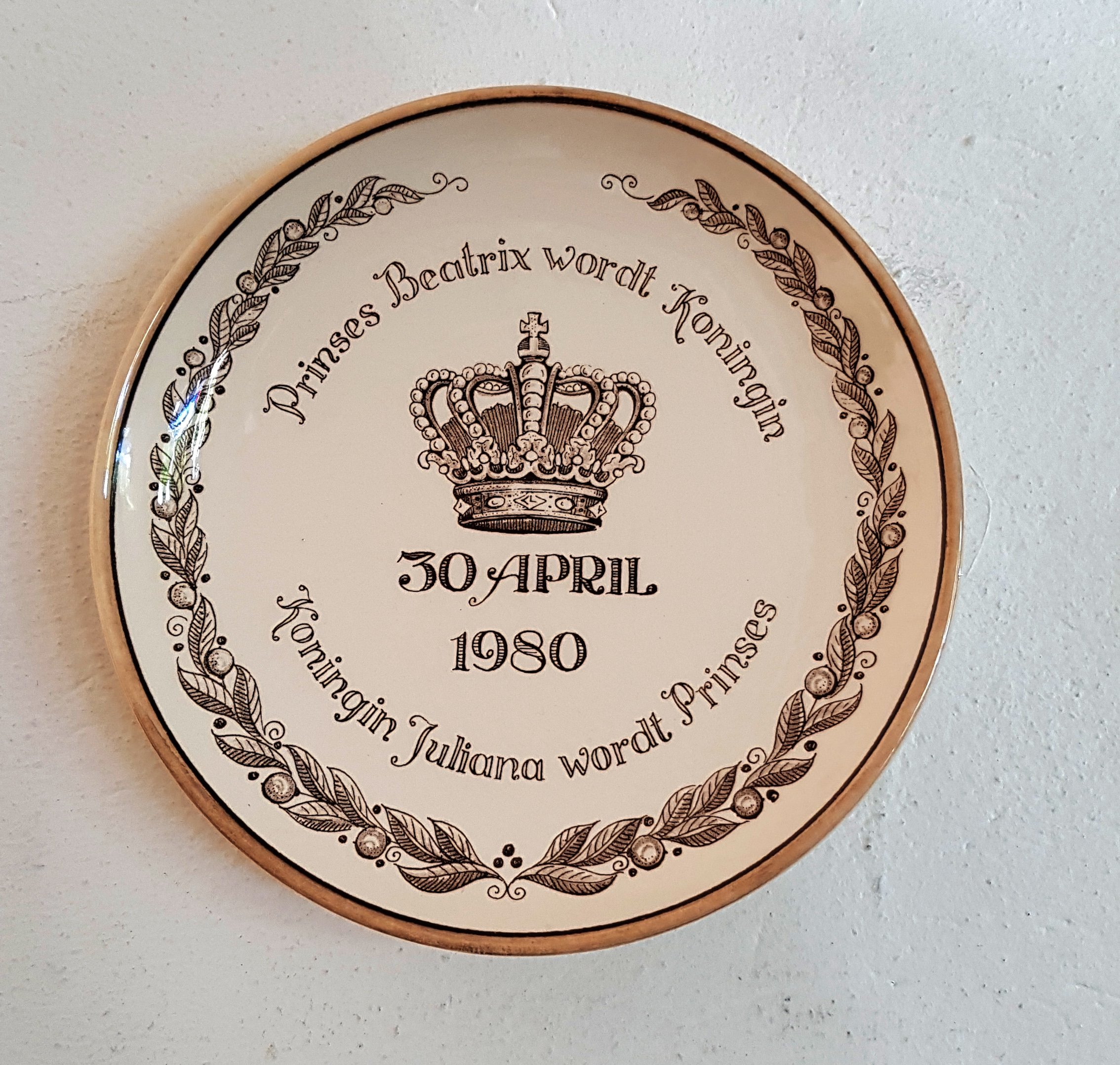
Herdenkingsbord._Troonswisseling_30_april_1980._Chr._Nat._Scholen_Gouda_01

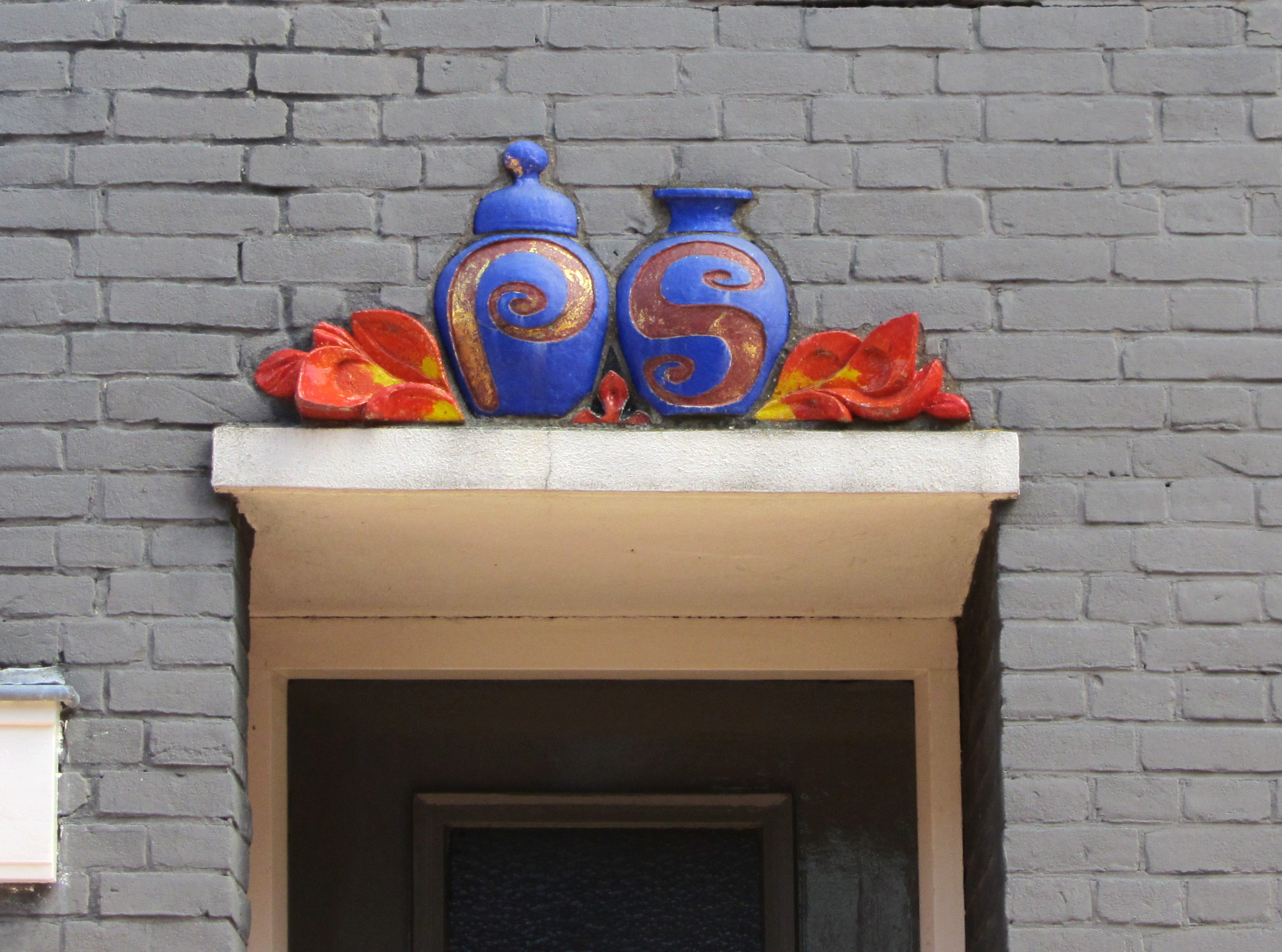
Wal_11,_Schoonhoven._Sculptuur_Plateelbakkerij_Schoonhoven

Plateelbakkerij Schoonhoven (PS) is een voormalige Nederlandse fabrikant van decoratief keramiek. Het bedrijf werd in 1920 opgericht door Tijs Visser, samen met zijn schoonvader en zwager Kornelis en Tijs Prins. De fabriek was sinds 1929 gevestigd aan de Wal in Schoonhoven.  In september 2022 werd het bedrijf overgenomen door Montagne Aardewerkfabriek.

## Bloeiperiode
De bakkerij was aanvankelijk gevestigd in een voormalige schuilkerk uit 1784 aan de Molenstraat 11 die daarvoor in gebruik was als koekfabriek.
Gedurende de jaren 20 verwierf de plateelbakkerij nationale en internationale faam door de artistieke kwaliteit van haar producten met bijzondere Jugendstilontwerpen en barokke decoraties. In de vroege jaren werden de keramiekproducten gebakken in turfovens en met de hand beschilderd. Er werd hoofdzakelijk decoratief sieraardewerk gemaakt in de stijl van het Gouds plateel en in mindere mate werk in opdracht. Frans Joseph Menko Koenig en glazuurspecialist Frans van Katwijk waren de artistieke leiders. In 1923 maakte de fabriek voor het eerst aardewerk in opdracht ter gelegenheid van het 25-jarig regeringsjubileum van koningin Wilhelmina produceerde PS een rijk gedecoreerde herdenkingsvaas.
Na de oorlog werd mede door toenemend toerisme steeds meer Delfts blauw aardewerk gemaakt. Midden jaren 50 van de vorige eeuw  periode werkten er 63 plateelschilders op de decoratie-afdeling. Begin jaren vijftig werd Tijs Visser als directeur opgevolgd door zijn zoon Nico Visser.

## Modernere technieken en collecties
In de jaren 80 en 90 vond een geleidelijke wijziging plaats. In 1983 kwam Hans van Dorst, de schoonzoon van de voormalig directeur Nico Visser, aan het roer. Door het arbeidsintensieve karakter van het productieproces en de concurrentie uit lage lonen-landen werd het steeds moeilijker de brede en vol beschilderde oude collectie te blijven voeren. Het assortiment werd ingeperkt en de aandacht verlegd naar bedrijfsgeschenken en samenwerking met bekende en minder bekende kunstenaars. Hierbij werden nu ook zeefdruktechnieken en porselein gebruikt. In samenwerking werd keramiek op de markt gebracht met werk van onder meer Escher, Henk Hofstra, Jan Snoeck en Herman Brood.
Deze wijzigingen gingen gepaard met de naamswijziging in het jaar 2000 van Plateelbakkerij Schoonhoven in het modernere Schoonhoven Keramiek BV.

## Overname
In 2016 overleed directeur Hans van Dorst. Daarna runde zijn echtgenote Connie Pijls (de kleindochter van oprichter Tijs Visser) de zaak. In september 2022 werd Schoonhoven Keramiek overgenomen door Montagne Aardewerkfabriek, opereerend onder de handelsnaam Dutchceramics.